# Jan Lenssens
Jan G.P.M.C. Lenssens, né le 20 août 1935 à Termonde et décédé le 11 juillet 2006 est un homme politique belge flamand, membre du CD&V.
Il est assistant social.

## Distinctions
- Commandeur de l'Ordre de Léopold.
- Médaille civique de 1re classe.

## Fonctions politiques
- Sénateur du 24 novembre 1991 au 21 mai 1995.
- Ancien membre de l'exécutif Geens I, II, III et IV de la Communauté flamande.
- Ancien président du CPAS de Termonde
- Député fédéral :
  - du 10 mars 1974 au 24 novembre 1991
  - du 21 mai 1995 au 5 mai 1999